# Primer ministro de la República del Congo
El Primer ministro de la República del Congo es el jefe de Gobierno de la República del Congo, ya que presidente delega en él sus poderes como jefe de Gobierno. Actualmente el cargo es ejercido por Anatole Collinet Makosso, que lo ostenta desde el 12 de mayo de 2021.

## Historia
El 15 de agosto de 1960, el Congo francés se convertía en un estado independiente. La jefatura del gobierno recayó en Alphonse Massamba-Débat del Movimiento Nacional de la Revolución, de orientación socialista, bajo la presidencia de  Fulbert Youlou. En 1963 Massamba-Débat se convertía en presidente tras derrocar a Youlou, pero en 1968 él mismo fue derrocado por un golpe militar. El ideólogo del golpe, Marien Ngouabi, asumió el poder y decretó la abolición del puesto de primer ministro.
Ngouabi estableció un estado de orientación marxista-leninista, la República Popular del Congo, y restauró el cargo en 1973 siendo controlado por el Partido Congoleño del Trabajo, el único partido legal del país. En 1992 el presidente Denis Sassou Nguesso restablece el multipartidismo y con ello el cargo de primer ministro es ocupado por diferentes partidos hasta su abolición en 1997.
Denis Sassou Nguesso se convirtió en el actual presidente en 1997, y fue quien decretó la supresión del puesto desde 1997 a 2005 y nuevamente de 2009 a 2016, cuando ha sido restituido en la figura del actual primer ministro Clément Mouamba.

## Mandato
El primer ministro es nombrado por el presidente independientemente de las mayorías parlamentarias de la Asamblea Nacional. No obstante, el primer ministro es responsable ante la Asamblea Nacional (artículo 100), y esta a través de una moción de censura puede obligar al primer ministro a presentar su dimisión al presidente (artículo 161).
La constitución de 2015, concede al primer ministro cierta supremacía frente a la Asamblea Nacional, pues según el artículo 165, en caso de crisis persistente entre el Gobierno y la cámara legislativa, el presidente puede disolverla sin necesidad de cambiar el gobierno.

## Poderes
El presidente, como jefe de Gobierno, nombra y cesa al primer ministro, y a propuesta de este, a los ministros y determina sus funciones de gobierno (artículo 83), preside el Consejo de Ministros (artículo 84). Sin embargo, el presidente delega la jefatura del gobierno al primer ministro (artículo 98) que es el encargado de convocar el Consejo de Ministros (artículo 102).
Como primer ministro su tarea consiste en preparar junto al presidente la política económica y social de la nación, ser responsable por ello ante la Asamblea Nacional y defender su programa de gobierno ante ella (artículos 99, 100 y 103 respectivamente).

## Lista de primeros ministros (1960-)
| Espectro político                   |
| ----------------------------------- |
| PCT RDD militar MNA UPADS UDF MCDDI |

- muerto en el cargo (†)
- desposeído por un golpe de Estado (♠)

| Primer ministro                                                 | Primer ministro                                               | Primer ministro                                               | Inicio                                                        | Fin                                                           | Partido                                                       | Elecciones                          | Presidente                           | Presidente                       | Presidente |
| --------------------------------------------------------------- | ------------------------------------------------------------- | ------------------------------------------------------------- | ------------------------------------------------------------- | ------------------------------------------------------------- | ------------------------------------------------------------- | ----------------------------------- | ------------------------------------ | -------------------------------- | ---------- |
| República del Congo (1960-1970)                                 |                                                               |                                                               |                                                               |                                                               |                                                               |                                     |                                      |                                  |            |
|                                                                 |                                                               | Alphonse Massamba-Débat (1921-1977)                           | 16 de agosto de 1960                                          | 19 de diciembre de 1963                                       | MNA                                                           | Designado por el presidente         |                                      | Fulbert Youlou (1960-1963)       |            |
|                                                                 |                                                               | Alphonse Massamba-Débat (1921-1977)                           | 16 de agosto de 1960                                          | 19 de diciembre de 1963                                       | MNA                                                           | Designado por el presidente         | Alphonse Massamba-Débat (1963-1968)  |                                  |            |
|                                                                 |                                                               | Pascal Lissouba (1931-2020)                                   | 19 de diciembre de 1963                                       | 15 de abril de 1966                                           | MNA                                                           | Designado por el presidente (1963)  |                                      |                                  |            |
|                                                                 |                                                               | Ambroise Noumazalaye (1933-2007)                              | 15 de abril de 1966                                           | 12 de enero de 1968                                           | MNA                                                           | Designado por el presidente         |                                      |                                  |            |
|                                                                 |                                                               | Alfred Raoul (1930-1999)                                      | 5 de septiembre de 1968                                       | 30 de diciembre de 1968                                       | militar                                                       | Designado por el presidente         |                                      | Alfred Raoul (1930-1999)         |            |
| Puesto abolido (30 de diciembre de 1968 - 3 de enero de 1970)   | Puesto abolido (30 de diciembre de 1968 - 3 de enero de 1970) | Puesto abolido (30 de diciembre de 1968 - 3 de enero de 1970) | Puesto abolido (30 de diciembre de 1968 - 3 de enero de 1970) | Puesto abolido (30 de diciembre de 1968 - 3 de enero de 1970) | Puesto abolido (30 de diciembre de 1968 - 3 de enero de 1970) |                                     |                                      | Marien Ngouabi (1938-1977)       |            |
| República Popular del Congo (1970-1992)                         |                                                               |                                                               |                                                               |                                                               |                                                               |                                     |                                      | Marien Ngouabi (1938-1977)       |            |
| Puesto abolido (3 de enero de 1970 - 28 de julio de 1973)       |                                                               |                                                               |                                                               |                                                               |                                                               |                                     |                                      | Marien Ngouabi (1938-1977)       |            |
|                                                                 |                                                               | Henri Lopès (1937-2023)                                       | 28 de julio de 1973                                           | 18 de diciembre de 1975                                       | PCT                                                           | Designado por el presidente (1973)  |                                      | Marien Ngouabi (1938-1977)       |            |
|                                                                 |                                                               | Louis Sylvain Goma (1941-)                                    | 18 de diciembre de 1975                                       | 7 de agosto de 1984                                           | PCT                                                           | Designando por el presidente (1979) |                                      | Marien Ngouabi (1938-1977)       |            |
|                                                                 |                                                               | Louis Sylvain Goma (1941-)                                    | 18 de diciembre de 1975                                       | 7 de agosto de 1984                                           | PCT                                                           | Designando por el presidente (1979) | Joachim Yhombi-Opango (1977-1979)    |                                  |            |
|                                                                 |                                                               | Louis Sylvain Goma (1941-)                                    | 18 de diciembre de 1975                                       | 7 de agosto de 1984                                           | PCT                                                           | Designando por el presidente (1979) | Jean-Pierre Thystère Tchicaya (1979) |                                  |            |
|                                                                 |                                                               | Louis Sylvain Goma (1941-)                                    | 18 de diciembre de 1975                                       | 7 de agosto de 1984                                           | PCT                                                           | Designando por el presidente (1979) | Denis Sassou-Nguesso (1979-1992)     |                                  |            |
|                                                                 |                                                               | Ange Édouard Poungui (1942-)                                  | 7 de agosto de 1984                                           | 7 de agosto de 1989                                           | PCT                                                           | Designando por el presidente (1984) |                                      |                                  |            |
|                                                                 |                                                               | Alphonse Poaty-Souchlaty (1941-2024)                          | 7 de agosto de 1989                                           | 3 de diciembre de 1990                                        | PCT                                                           | Designando por el presidente (1989) |                                      |                                  |            |
|                                                                 |                                                               | Alphonse Poaty-Souchlaty (1941-2024) Primer ministro interino | 3 de diciembre de 1990                                        | 8 de enero de 1991                                            | PCT                                                           | Designando por el presidente        |                                      |                                  |            |
|                                                                 |                                                               | Louis Sylvain Goma (1941-)                                    | 8 de enero de 1991                                            | 8 de junio de 1991                                            | PCT                                                           | Designando por el presidente        |                                      |                                  |            |
|                                                                 |                                                               | André Milongo (1935-2007)                                     | 8 de junio de 1991                                            | 15 de marzo de 1992                                           | independiente                                                 | Designando por el presidente        |                                      |                                  |            |
| República del Congo (1992-)                                     |                                                               |                                                               |                                                               |                                                               |                                                               |                                     |                                      |                                  |            |
|                                                                 |                                                               | André Milongo (1935-2007)                                     | 15 de marzo de 1992                                           | 2 de septiembre de 1992                                       | independiente                                                 | Designando por el presidente        |                                      | Denis Sassou-Nguesso (1979-1992) |            |
|                                                                 |                                                               | André Milongo (1935-2007)                                     | 15 de marzo de 1992                                           | 2 de septiembre de 1992                                       | independiente                                                 | Designando por el presidente        | Pascal Lissouba (1931-)              |                                  |            |
|                                                                 |                                                               | Stéphane Maurice Bongho-Nouarra (1937-2007)                   | 2 de septiembre de 1992                                       | 6 de diciembre de 1992                                        | UPADS                                                         | Designado por el presidente (1992)  |                                      |                                  |            |
|                                                                 |                                                               | Claude Antoine Dacosta (1931-2007)                            | 6 de diciembre de 1992                                        | 23 de junio de 1993                                           | independiente                                                 | Designando por el presidente        |                                      |                                  |            |
|                                                                 |                                                               | Joachim Yhombi-Opango (1939-2020)                             | 23 de junio de 1993                                           | 27 de agosto de 1996                                          | RDD                                                           | Designado por el presidente (1993)  |                                      |                                  |            |
|                                                                 |                                                               | Charles David Ganao (1927-2012)                               | 27 de agosto de 1996                                          | 8 de septiembre de 1997                                       | UDF                                                           | Designado por el presidente         |                                      |                                  |            |
|                                                                 |                                                               | Bernard Kolélas (1933-2009)                                   | 8 de septiembre de 1997                                       | 15 de octubre de 1997                                         | MCDDI                                                         | Designado por el presidente         |                                      |                                  |            |
| Puesto abolido (15 de octubre de 1997 - 7 de enero de 2005)     | Puesto abolido (15 de octubre de 1997 - 7 de enero de 2005)   | Puesto abolido (15 de octubre de 1997 - 7 de enero de 2005)   | Puesto abolido (15 de octubre de 1997 - 7 de enero de 2005)   | Puesto abolido (15 de octubre de 1997 - 7 de enero de 2005)   | Puesto abolido (15 de octubre de 1997 - 7 de enero de 2005)   |                                     |                                      | Denis Sassou-Nguesso (1979-1992) |            |
|                                                                 |                                                               | Isidore Mvouba (1954-)                                        | 7 de enero de 2005                                            | 15 de septiembre de 2009                                      | PCT                                                           | Designado por el presidente         |                                      | Denis Sassou-Nguesso (1979-1992) |            |
| Puesto abolido (15 de septiembre de 2009 - 23 de abril de 2016) |                                                               |                                                               |                                                               |                                                               |                                                               |                                     |                                      | Denis Sassou-Nguesso (1979-1992) |            |
|                                                                 |                                                               | Clément Mouamba (1944-2021)                                   | 23 de abril de 2016                                           | 12 de mayo de 2021                                            | Independiente                                                 | Designado por el presidente (2017)  |                                      | Denis Sassou-Nguesso (1979-1992) |            |
|                                                                 |                                                               | Anatole Collinet Makosso (1965-)                              | 12 de mayo de 2021                                            | Presente                                                      | Independiente                                                 | Designado por el presidente         |                                      | Denis Sassou-Nguesso (1979-1992) |            |